# 九龍巴士270S線
九龍巴士270S線是香港一條新界巴士路線，由尖沙咀東（麼地道）單向開往粉嶺（聯和墟），祇於每晚00:45-02:30期間提供服務，屬270A線的特別班次。

## 簡介
為配合北區成為首個「區域性重組巴士路線」模式的地區，北區對外路線計劃於2013年作大型重組，其中建議開辦本線，方便北區居民於深夜時份由油尖旺區直達北區，建議最後於2013年5月13日獲北區區議會連同其他重組方案通過。
本線開辦初期大部份路段之行車路線與270A線相同，惟路線在停靠窩打老道近勝利道站後，便不停站直駛往北區，初時不入置福圍但繞經清河邨，並以翠麗花園為終點站。為擴大服務範圍，此線於2014年9月起繞經旺角一段彌敦道，並取道上海街折返窩打老道原有路線。由於走線相當迂迴，本線於2015年10月起簡化路線，途經旺角奶路臣街站後，不再折返窩打老道，改為直接取道青沙公路前往北區，並延長路線至聯和墟。

### 歷史
- 2013年8月18日：路線投入服務，每日深宵時份開出四班，由尖沙咀東（麼地道）單向開往上水（翠麗花園），以試辦形式經營，為期三個月。
- 2013年11月2日：加停粉嶺置福圍分站。[4]
- 2013年11月16日：加停柯士甸道分站。
- 2013年1月19日：逢星期六、日及公眾假期加開上午02:30之班次前往上水（翠麗花園）。
- 2014年9月20日：加經旺角，增停彌敦道碧街及奶路臣街兩站。
- 2015年6月27日：增設到站時間預報。[5]
- 2015年10月3日：路線延長至粉嶺（聯和墟），並改為取道青沙公路前往北區，不再途經上海街、窩打老道、獅子山隧道及沙田路。[6][7][8]
- 2016年10月15日：修改部分行車路線。[9]。
- 2017年11月19日：逢星期一至五加開上午02:30之班次前往聯和墟[10]。
- 2022年10月17日：星期一至六班次減至四班，開出時間為00:45、01:15、01:45及02:30。
- 2024年12月3日：於亞皆老街後，改經新填地街、旺角道、洗衣街及窩打老道，恢復取道獅子山隧道前往北區，不再途經連翔道及青沙公路；取消亞皆老街「旺角街市」及櫻桃街「銘基書院」站，新增新填地街「新填地街」、旺角道「旺角道」及亞皆老街「亞皆老街中電」站。

## 服務時間及班次
- 尖沙咀東（麼地道）開
  - 星期一至六：00:45、01:15、01:45、02:30
  - 星期日及公眾假期：00:45、01:10、01:35、02:00、02:30

## 收費
全程：$20.8
- 過粉嶺公路後往粉嶺（聯和墟）：$11.0

| - 本線設有12歲以下小童及65歲或以上長者半價優惠。 - 65歲或以上香港居民使用「樂悠咭」，以及12歲以下合資格殘疾兒童使用「殘疾人士身份」個人八達通繳付車資，均可享有每程$2.0或半價（以較低者為準）的票價優惠；12至64歲合資格殘疾人士使用「殘疾人士身份」個人八達通（包括「樂悠咭」），以及60至64歲香港居民使用「樂悠咭」繳付車資，均可享有每程$2.0或全費（以較低者為準）的票價優惠。 - 65歲或以上長者如使用長者或一般個人八達通繳付車資，則只可享有半價優惠；12至64歲合資格殘疾人士如不使用「殘疾人士身份」個人八達通，以及60至64歲人士如不使用「樂悠咭」繳付車資，必須繳付全費。 - 乘客可以現金或八達通於上車時付款，不設找續。 - 每位成人乘客可免費攜帶最多兩名4歲以下而不佔座位的兒童乘客乘車，超額之4歲以下小童必須繳付小童車費乘車。 - 持有「九巴月票」之乘客在車票有效期內，每日可享最多10程任何九龍巴士及龍運巴士路線（包括本路線，以及聯營路線的九龍巴士／龍運巴士提供的班次；惟乘搭機場「A」及「NA」線則可享原價二七折優惠（不會計算每天10次合資格車程））；而B1線則每日可享最多各2程（不會計算每天10次合資格車程）。 - 九龍巴士、城巴、龍運巴士及陽光巴士全職員工及家屬（不包括外判職員）可免費乘搭本路線，惟必須拍職員或職員家屬八達通。 - 乘客亦可透過多元化電子支付系統（e度嘟）繳付車資，包括使用非接觸式VISA卡、JCB卡、萬事達卡、銀聯卡、美國運通、大來國際、Discover Card、Apple Pay、Google Pay、Samsung Pay、AlipayHK「易乘碼」、支付寶、WeChatHK／微信支付「搭車碼」、銀聯雲閃付「乘車碼」及BOC Pay「乘車碼」。乘客使用此付款方式，使用此支付方式的乘客可享有中途下車之分段收費，以及與其他九巴／龍運獨營路線或聯營線九巴／龍運班次之轉乘優惠，惟不適用於與非九巴／龍運路線之轉乘優惠，亦不能享有「公共交通費用補貼計劃」及「長者及合資格殘疾人士公共交通票價優惠計劃」。 |

## 使用車輛
本線由N73線抽調車輛行走，常見車型包括亞歷山大丹尼士Enviro 500 MMC 12米及富豪B9TL 12米。

## 行車路線

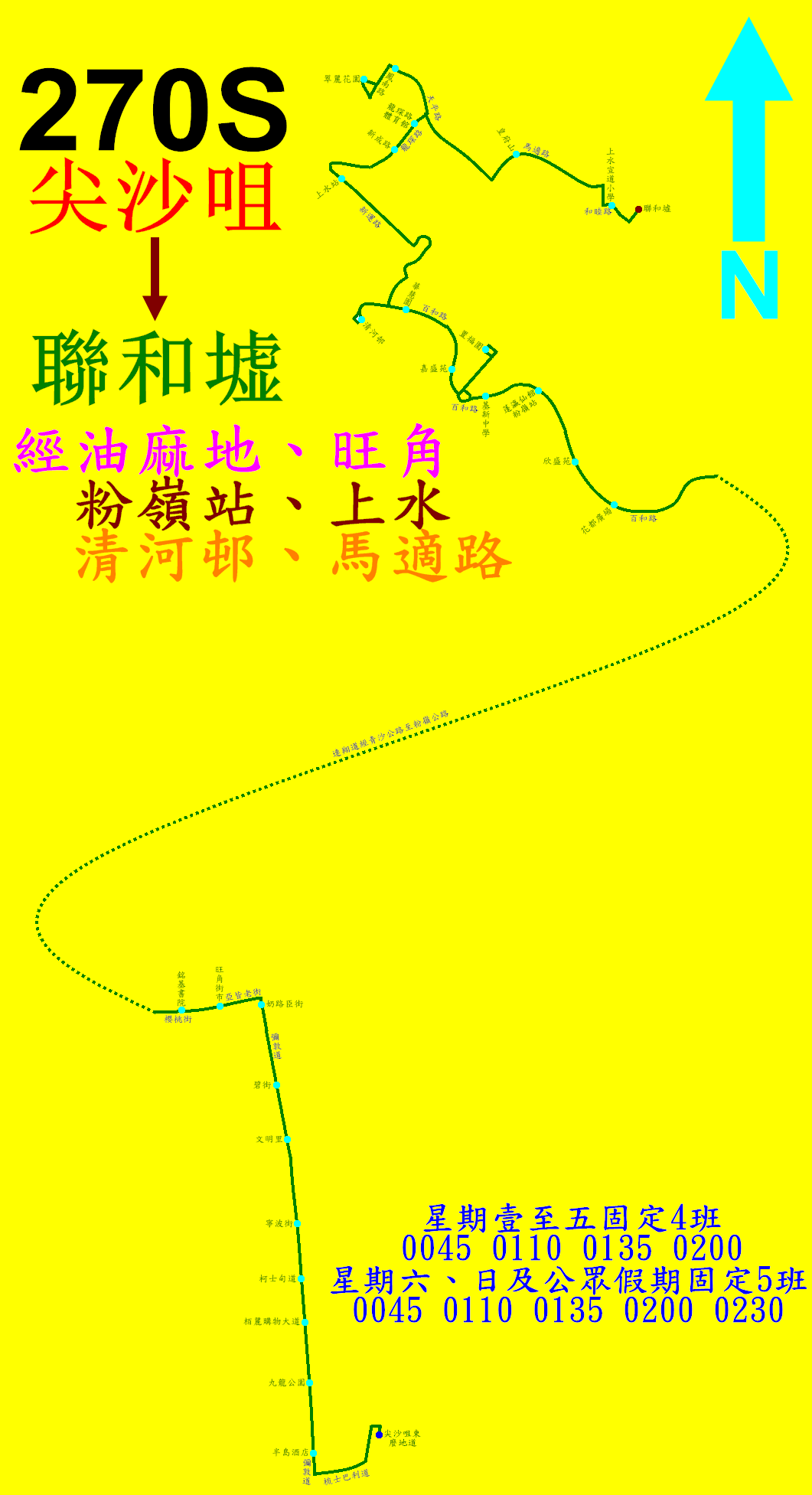
270S線的走線圖

經：麼地道、漆咸道南、梳士巴利道、彌敦道、亞皆老街、新填地街、旺角道、洗衣街、亞皆老街、窩打老道、獅子山隧道、獅子山隧道公路、沙田路、大埔公路－沙田段、吐露港公路、粉嶺公路、百和路、置福圍、百和路、清曉路、清河邨公共運輸交匯處、清曉路、百和路、掃管埔路、支路、新運路、新豐路、寶運路、寶石湖路、迴旋處、馬會道、馬適路、粉嶺樓路、和睦路及聯安街。

### 沿線車站
| 尖沙咀東（麼地道）開                                                                  | 尖沙咀東（麼地道）開       | 尖沙咀東（麼地道）開             |
| 序號                                                                                  | 車站名稱                   | 位置                             |
| ------------------------------------------------------------------------------------- | -------------------------- | -------------------------------- |
| 1                                                                                     | 尖沙咀東（麼地道）巴士總站 | 尖沙咀東（麼地道）公共運輸交匯處 |
| 2                                                                                     | 半島酒店（N1）             | 彌敦道                           |
| 3                                                                                     | 九龍清真寺（N8）           | 彌敦道                           |
| 4                                                                                     | 柏麗購物大道（N13）        | 彌敦道                           |
| 5                                                                                     | 柯士甸道（N18）            | 彌敦道                           |
| 6                                                                                     | 寧波街（N29）              | 彌敦道                           |
| 7                                                                                     | （N41）                    | 彌敦道                           |
| 8                                                                                     | 碧街（N49）                | 彌敦道                           |
| 9                                                                                     | 奶路臣街（N65）            | 彌敦道                           |
| 10                                                                                    | 新填地街                   | 新填地街                         |
| 11                                                                                    | 旺角道                     | 旺角道                           |
| 12                                                                                    | 亞皆老街中電               | 亞皆老街                         |
| 窩打老道、獅子山隧道、獅子山隧道公路、沙田路； 大埔公路－沙田段、吐露港公路、粉嶺公路 |                            |                                  |
| 13                                                                                    | 花都廣場                   | 百和路                           |
| 14                                                                                    | 欣盛苑                     | 百和路                           |
| 15                                                                                    | 蓬瀛仙館（D2）             | 百和路                           |
| 16                                                                                    | 基新中學                   | 百和路                           |
| 17                                                                                    | 粉嶺置福圍                 | 置福圍                           |
| 18                                                                                    | 嘉盛苑                     | 百和路                           |
| 19                                                                                    | 華慧園                     | 百和路                           |
| 20                                                                                    | 清河邨                     | 清河邨公共運輸交匯處             |
| 21                                                                                    | 上水站                     | 新運路                           |
| 22                                                                                    | 石湖墟郵政局               | 新豐路                           |
| 23                                                                                    | 上水圍                     | 寶石湖路                         |
| 24                                                                                    | 翠麗花園                   | 馬會道                           |
| 25                                                                                    | 北區運動場                 | 馬會道                           |
| 26                                                                                    | 天平邨天明樓               | 馬會道                           |
| 27                                                                                    | 皇府山                     | 馬適路                           |
| 28                                                                                    | 上水宣道小學               | 和睦路                           |
| 29                                                                                    | 聯和墟巴士總站             | 聯和墟巴士總站                   |

## 外部連結
九巴
- 九龍巴士270S線 （页面存档备份，存于）